# Parco nazionale di Kamuku
Il parco nazionale di Kamuku si trova nel nord-ovest dello stato di Kaduna, nel centro della Nigeria. Si estende su una superficie di 1 120 km² prevalentemente pianeggiante. Il confine orientale del parco è delimitato dalle montagne Birnin Gwari.

## Flora e fauna
La vegetazione del parco corrisponde a quella tipica dell'ecoregione denominata «savana sudanese occidentale», ma in alcuni punti presenta anche elementi della «savana ad acacia del Sahel». Le specie arboree dominanti sono Isoberlinia doka, Terminalia avicennioides e Detarium macrocarpum, ma vi sono anche Danellia oliveri, Nauclea latifolia, varie specie della tribù delle acacie (Acacieae), Lophira lanceolata, Parkia biglobosa, Prosopis africana e Isoberlinia tomentosa. Elaeis guineensis prospera principalmente nelle foreste a galleria che si sviluppano sulle pianure alluvionali.
Tra i grandi mammiferi del parco figurano l'elefante africano, l'antilope roana (Hippotragus equinus), la redunca dei canneti (Redunca redunca), l'alcelafo occidentale (Alcelaphus buselaphus major) e piccoli gruppi di leoni (Panthera leo).
Anche l'avifauna è ricca di specie: nel parco sono state censite 192 specie di uccelli, come il segretario (Sagittarius serpentarius), l'otarda di Stanley (Neotis denhami) e il bucorvo settentrionale (Bucorvus abyssinicus).